# Matsudaira Nobuyasu

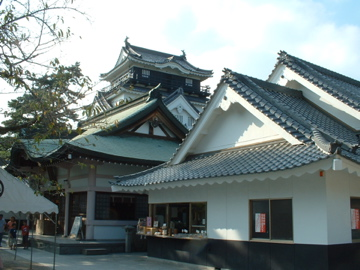
Kasteel Okazaki

Matsudaira Nobuyasu (松平信康; 13 april 1559 — 5 oktober 1579) was de oudste zoon van Tokugawa Ieyasu. Zijn tsūshō ("geboortenaam") was Jirōsaburō (次郎三郎). Hij stond ook wel bekend onder de naam Okazaki Saburō (岡崎 三郎) omdat hij in 1570 heer werd van kasteel Okazaki. Omdat hij een zoon was van Tokugawa Ieyasu wordt Nobuyasu retrospectief vaak Tokugawa Nobuyasu (徳川 信康) genoemd.

## Biografie
Nobuyasu was de oudste zoon van Ieyasu. Zijn moeder was een nichtje van Imagawa Yoshimoto, vrouwe Tsukiyama. 
Als kind werd Nobuyasu als gijzelaar naar de hoofdstad van de Imagawa-clan te Sumpu gestuurd. Later werd hij beheerder van kasteel Okazaki in de provincie Mikawa, de geboortestreek van zijn vader, en nam deel aan de slag bij Nagashino in 1575. Jaren later verdacht Oda Nobunaga hem van verraad en hij werd gedwongen te Ohama te verblijven en later te Futamata. In 1579 kreeg hij van zijn vader het bevel zelfmoord te plegen. Zijn vader handelde naar de wensen van Oda Nobunaga, ondanks het feit dat de dochter van Nobunaga, Tokuhime, getrouwd was met Nobuyasu.